# Fluorometano
Il fluoruro di metile o fluorometano è un alometano monosostituito e in particolare un alogenuro alchilico, avente formula CH3F ed è il primo dei fluoruri alchilici. È anche il più semplice degli idrofluorocarburi e può essere considerato l'estere metilico dell'acido fluoridrico. Come fluido refrigerante è commercialmente noto anche con le sigle Freon-41 e HFC-41.
A temperatura ambiente si presenta come un gas incolore, dall'odore etereo molto tenue; è lievemente più denso dell'aria e facilmente liquefacibile (Tcr = 44,6 °C); è estremamente infiammabile e, se rilasciato in aria, può formare con essa miscele esplosive.  È moderatamente solubile in acqua (0,667 mol/L). Non è classificato come tossico, ma può avere effetti narcotici se inalato in concentrazioni elevate.
Dato che il fluoruro di metile non contiene atomi di cloro o alogeni seguenti, non è ritenuto dannoso per la fascia di ozono nella stratosfera ed ha pertanto un valore di ODP nullo; è tuttavia una sostanza potenzialmente dannosa se liberata nell'ambiente a causa dell'elevato indice GWP, pari a 116 unità (AR 5).

## Proprietà e struttura molecolare
Il fluoruro di metile è un composto molto stabile: ΔHƒ° = -234,30 kJ/mol. La molecola CH3F è di tipo tetraedrico con distorsione trigonale: simmetria C3v, con l'atomo di carbonio centrale ibridato sp3. La molecola è notevolmente polare, anche se non protica e il suo momento dipolare risulta pari a 1,8584 D, praticamente uguale a quello di H2O (1,86 D), ed è leggermente minore che nel cloruro di metile (1,8974 D), molecola analoga ed isoelettronica di valenza.

### Parametri strutturali
Da indagini spettroscopiche roto-vibrazionali (microonde e infrarosso) è stato possibile ricavare, tra l'altro, distanze (r) ed angoli (∠) di legame:
r(C–H) = 108,7 pm; r(C–F) = 138,3 pm;
∠(HCH) = 110,2°; ∠(HCF) = 108,73° (calcolato).
I legami C–H hanno lunghezze praticamente normali (109 pm), il legame C–F è apprezzabilmente più lungo del normale (135 pm).
Nei fluorometani, al crescere della carica parziale positiva che ci si può attendere sul carbonio centrale all'aumento del numero dei fluori, questo legame con il fluoro parzialmente negativo diviene via via più corto: 135,08 pm in CH2F2 e 132,84 pm in CHF3 e diviene 131,5 pm in CF4.
Gli angoli HCH sono lievemente maggiori di quello tetraedrico (109,5°) e quello HCF con il fluoro (108,73°) è lievemente minore. Queste differenze rispetto al valore atteso per un'ibridazione sp3 del carbonio centrale (109,5°), seppur lievi, sono comuni agli altri idrofluorometani (CH2F2 e CHF3) e si inquadrano nell'ambito della regola di Bent.
Questa prevede un minor carattere s per gli orbitali ibridi con cui il carbonio si lega ad atomi più elettronegativi di altri, qui F rispetto ad H e, viceversa, un maggior carattere s per gli orbitali ibridi con cui il carbonio si lega ad atomi meno elettronegativi di altri, qui H rispetto a F; ovviamente, a minor carattere s corrisponde un maggior carattere p, perché l'ibridazione complessiva dell'atomo di carbonio resta sp3. Un aumento del carattere s comporta un'apertura dell'angolo di legame rispetto all'angolo tetraedrico, come si evidenzia qui per l'angolo HCH.

### Chimica ionica in fase gassosa
La molecola CH3F ha un'energia di ionizzazione pari a 12,50 eV, significativamente maggiore di quella del CH3Cl (11,26 eV). Anche qui si osserva un aumento all'aumentare degli atomi di fluoro negli idrofluorometani: 12,71 eV per CH2F2 e 13,86 eV per CHF3.
Protonazione e affinità protonica
L'affinità protonica del fluoruro di metile, che è una misura della sua basicità intrinseca, è pari a 598,9 kJ/mol:
H3CF (g)  +  H+ (g)  →  [H3C–F-H]+ (g)   [I]
Questa affinità protonica è molto minore di quella del cloruro di metile (647,3 kJ/mol) e molto minore di quella dell'acqua (691 kJ/mol), che sono entrambe molecole più basiche di CH3F, ma il valore è maggiore rispetto al metano (543,5 kJ/mol), che quindi è meno basico. Questa affinità protonica del fluoruro di metile è però la più piccola nella serie degli idrofluorometani: 620,5 kJ/mol per CH2F2 e 619,5 kJ/mol per CHF3 ma, passando al tetrafluorometano (CF4), si ha un'inversione di tendenza e si arriva a 529,3kJ/mol, un valore anche inferiore a quello di CH3F.
Si è potuto stabilire sperimentalmente che la protonazione del fluoruro di metile avviene sull'atomo di fluoro, come evidenziato sopra dalla struttura [I], e non sul carbonio a dare uno ione fluoro-metanio con interazione secondaria F...H (qui non evidenziata):
H3CF (g)  +  H+ (g)  →  [H3CH–F]+ (g)   [II]
Si è inoltre visto che la decomposizione monomolecolare dello ione [H3C–F-H]+ produce essenzialmente solo lo ione metile CH3+ e con effetto isotopico cinetico per scambio di prozio con deuterio non significativo. Questo indica come il legame C−F debba essere indebolito in seguito alla protonazione.
Calcoli teorici sulla struttura dello ione molecolare così generato mostrano che la [I] è decisamente più favorita della [II]; inoltre, nella [I] il legame F−H è previsto essere di 95 pm, valore molto più vicino a quello che si ha nella molecola H−F (91,7 pm),piuttosto che a quello nel metano (108,7 pm); il legame C−F è previsto essere di 160 pm, quindi decisamente allungato rispetto ai 138,3 pm nella molecola del fluoruro di metile, mentre l'angolo CFH è di 115°.
Affinità per lo ione litio
Anche il catione litio (Li+), che si forma dall'atomo neutro con una spesa di soli 5,32 eV, in confronto ai 13,60 eV di H, si lega in fase gassosa al fluoruro di metile esotermicamente anch'esso ma, come atteso, l'energia che si libera da questa interazione legante è molto minore che con il protone (H+):  ΔH° = -130 kJ/mol. Sono noti gli addotti di molti altri ioni metallici in fase gassosa con il fluoruro di metile, e la loro reattività.
Acidità
Per quanto riguarda l'acidità in fase gassosa, tuttavia, pur essendo il fluoruro di metile meno basico del cloruro di metile, risulta essere anche meno acido: si liberano 1756 ±19 kJ/mol per l'assunzione di un H+ da parte dell'anione  CH2F− contro 1672±10 kJ/mol per l'anione CH2Cl−.

## Usi
Questo composto è usato principalmente in connessione alla produzione di componenti elettronici e semiconduttori.